# Dalton Grant
Dalton Grant (Hackney, Londres, 8 de abril de 1966) é um ex-atleta britânico, especialista em provas de salto em altura. No ano de 1998 foi vice-campeão europeu e campeão da Commonwealth.

## Biografia
Filho de pais jamaicanos, Grant começou a praticar atletismo na escola secundária de Hackney.
A sua melhor marca pessoal ao ar livre é de 2.36 m, obtida na final dos Campeonatos Mundiais de Atletismo de 1991, prova onde se posicionou em quarto lugar, com a mesma marca dos 2º e 3º classificados, respetivamente o cubano Javier Sotomayor e o norte-americano Hollis Conway. Em pista coberta conseguiu ultrapassar a fasquia de 2.37 m em 1994.
Participou em três edições de Jogos Olímpicos (1988, 1992 e 1996), mas só nos Jogos de Seoul 1988 conseguiu chegar à final onde ficou em sétimo lugar.
Em 2008, na cidade de Banská Bystrica, igualou o recorde mundial de veteranos, ao saltar 2.10 m.
Após terminar a sua carreira desportiva, Grant tem vindo a ocupar cargos diretivos nas estruturas do atletismo britânico, bem como na equipe organizadora dos Jogos Olímpicos de Verão de 2012 e tem ainda sido convidado para proferir palestras sobre a problemática do sucesso no desporto.